# پایگاه محافظت ملی هوایی بارنز
پایگاه محافظت ملی هوایی بارنز (به انگلیسی: Barnes Air National Guard Base) یک فرودگاه است . این فرودگاه در کشور ایالات متحده آمریکا قرار دارد .